# Kłopot (Cybinka)

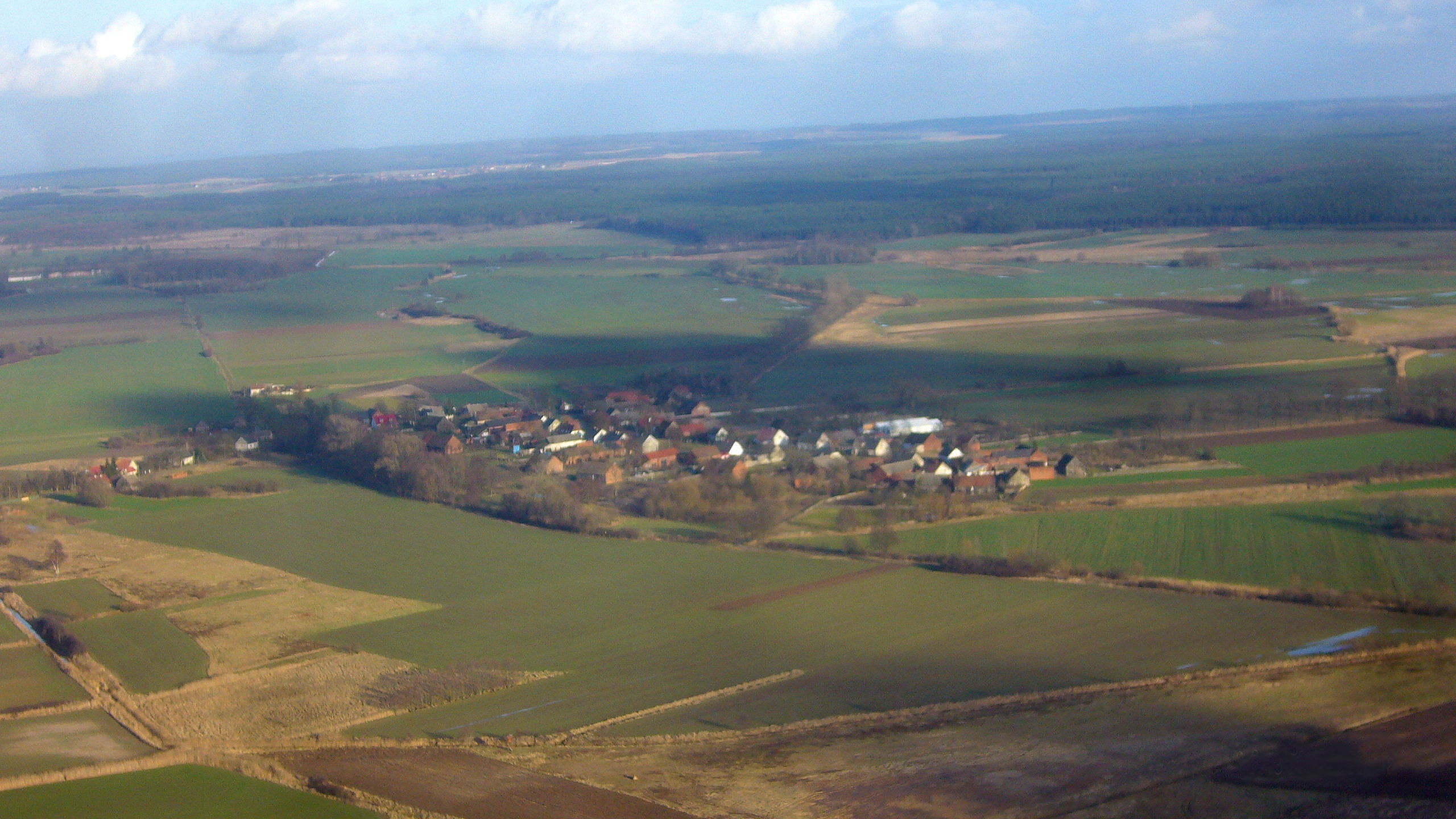
Luftbild

Kłopot (deutsch Kloppitz) ist ein Dorf in der Gemeinde Cybinka im Powiat Słubicki in Polen. Der Ort liegt an der deutsch-polnischen Grenze. Kłopot hat ca. 170 Einwohner.

## Geographische Lage
Kłopot liegt ca. 2 km östlich der Oder. Auf der gegenüberliegenden deutschen Oderseite liegt Eisenhüttenstadt. Die nächsten größeren Orte auf polnischer Seite sind Cybinka (ca. 11 km entfernt), Słubice (ca. 26 km), Zielona Góra (ca. 60 km) und Gorzów Wielkopolski (ca. 77 km).
Kłopot ist für seine große Anzahl von Weißstörchennestern bekannt und nennt sich deshalb auch Storchendorf.  Es ist vom Landschaftsschutzgebiet Krzesin umgeben.

## Geschichte
Kloppitz wurde zum ersten Mal 1350 in einer Urkunde von König Ludwig von Bayern erwähnt. 1448 wurde es für den Johanniterorden durch dessen Ordensmeister Nickel von Thierbach von Markgraf Johann von Brandenburg erworben und gehörte zu dessen Amt Rampitz bis 1804.

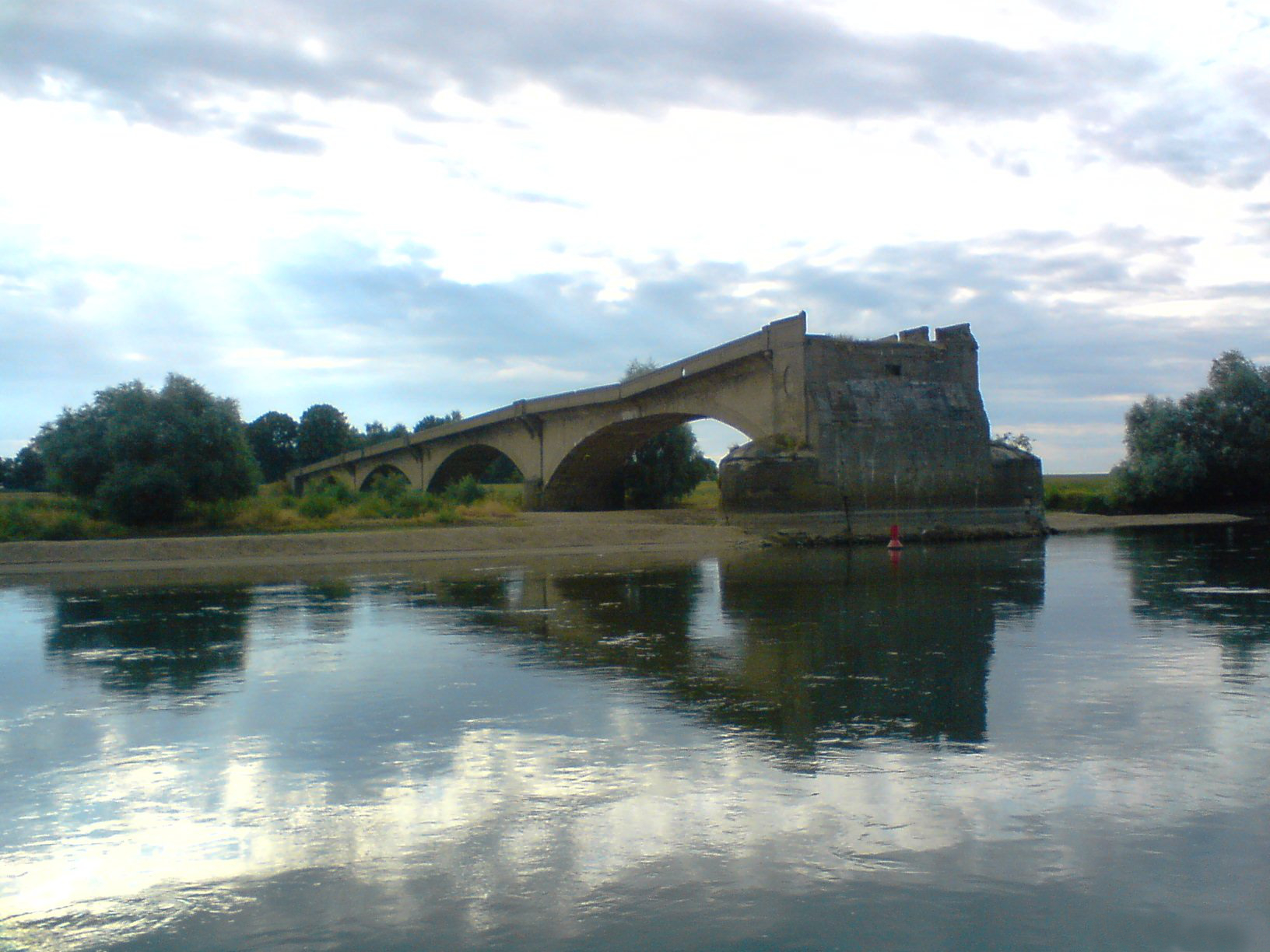
Ehemalige Brücke Kloppitz–Fürstenberg (Oder)

Anfang des 20. Jahrhunderts wurde Kloppitz mit der Lausitzer Stadt Fürstenberg (heute Teil von Eisenhüttenstadt) über eine Brücke verbunden; die Bauarbeiten wurden 1919 abgeschlossen. Sie wurde jedoch am 4. Februar 1945 von der deutschen Wehrmacht gesprengt, als die Rote Armee in der Weichsel-Oder-Operation den Fluss erreichte.
Nach dem Zweiten Weltkrieg ging Kloppitz zusammen mit der Neumark an Polen und erhielt den polnischen Namen Kłopot. Die Bevölkerung wurde vertrieben; stattdessen wurden Menschen angesiedelt, die im Zuge der Zwangsumsiedlung von Polen aus den ehemaligen polnischen Ostgebieten 1944–1946 vertrieben worden waren.